# Sovinja Peč
Sovinja Peč – wieś w Słowenii, w gminie Kamnik. W 2018 roku liczyła 37 mieszkańców.